# Wasserkraftwerk Cuñapirú
Das Wasserkraftwerk Cuñapirú (spanisch „Represa Hidroeléctrica de Cuñapirú“) ist ein ehemaliges Wasserkraftwerk im uruguayischen Departamento Rivera.
Betrieben von der Compañía Francesa de las Minas de Oro del Uruguay, nahm es als erstes seiner Art in Südamerika im Jahre 1882 den Betrieb auf. Das vom Ingenieur Clemente Barrial Posada eröffnete Werk lag am Arroyo Cuñapirú und produzierte bis November 1918 Strom, bis schließlich der aus Deutschland stammende Techniker, der die Anlage instand hielt, starb. Die Ruinen des Bauwerks existieren noch heute.